# Усть-Лиска
Усть-Лиска — село в Ононском районе Забайкальского края России. Входит в состав сельского поселения «Большевистское».

## География
Село находится в северной части района, на правом берегу реки Лиски, вблизи места впадения её в реку Дурулгуйку, на расстоянии примерно 38 километров (по прямой) к юго-западу от села Нижний Цасучей. Абсолютная высота — 674 метра над уровнем моря.
Климат
Климат характеризуется как резко континентальный, с продолжительной морозной зимой и коротким тёплым летом. Среднегодовая температура воздуха составляет −1,8 — −1,4 °С. Средняя многолетняя температура самого холодного месяца (января) составляет −26 — −24 °С (абсолютный минимум — −52 °С), температура самого тёплого (июля) — 18 — 20 °С (абсолютный максимум — 40 °С). Среднегодовое количество осадков — 200—400 мм.
Часовой пояс
Село Усть-Лиска находится в часовой зоне МСК+6. Смещение применяемого времени относительно UTC составляет +9:00.

## История
Основано в 1932 году.

## Население
| 2010 | 2021 |
| ---- | ---- |
| 110  | ↘83  |

Половой состав
По данным Всероссийской переписи населения 2010 года в гендерной структуре населения мужчины составляли 47,3 %, женщины — соответственно 52,7 %.
Национальный состав
Согласно результатам переписи 2002 года, в национальной структуре населения русские составляли 71 % из 196 чел., буряты — 27 %.

## Улицы
Уличная сеть села состоит из двух улиц:
- ул. Главная
- ул. Речная